# سيرغي غرانكين
سيرغي غرانكين (الروسية: Гранкин, Сергей Юрьевич) (ولدت 21 يناير 1985)، هو لاعب الكرة الطائرة من روسيا. نافس في الألعاب الأولمبية الصيفية 2008 حيث ادعى روسيا على الميدالية البرونزية وفي دورة الألعاب الاولمبية الصيفية لعام 2012 حيث فازت روسيا بالميدالية الذهبية.

## الجوائز والالقاب

### الفردية
- أفضل تمرير - رابطة العالم 2010
- أفضل تمرير - الأوروبي للكرة الطائرة بطولة 2013

## روابط خارجية
- سيرغي غرانكين على موقع الاتحاد الأوروبي (الإنجليزية)
- سيرغي غرانكين على موقع عالم الكرة الطائرة (الإنجليزية)
- سيرغي غرانكين على موقع الدوري الألماني للكرة الطائرة (الألمانية)
- سيرغي غرانكين على موقع اللجنة الأولمبية الدولية (الإنجليزية)
- سيرغي غرانكين على موقع أوليمبيديا (الإنجليزية)